# Форт-Гуд-Гоуп
Форт-Гуд-Гоуп (англ. Fort Good Hope) — поселення в Канаді, у  Північно-західних територіях.

## Населення
За даними перепису 2016 року, поселення нараховувало 516 осіб, показавши зростання на 0,2%, порівняно з 2011-м роком. Середня густина населення становила 10,9 осіб/км².
З офіційних мов обидвома одночасно володіли 10 жителів, тільки англійською — 500, а 5 — жодною з них. Усього 135 осіб вважали рідною мовою не одну з офіційних, з них 130 — одну з корінних мов.
Працездатне населення становило 63,2% усього населення, рівень безробіття — 22,9%.
Середній дохід на особу становив $44 401 (медіана $24 576), при цьому для чоловіків — $43 363, а для жінок $45 674 (медіани — $22 496 та $27 328 відповідно).
19,5% мешканців мали закінчену шкільну освіту, не мали закінченої шкільної освіти — 53,2%, 27,3% мали післяшкільну освіту, з яких 33,3% мали диплом бакалавра, або вищий.
| Статево-вікова структура населення | Статево-вікова структура населення | Статево-вікова структура населення | Статево-вікова структура населення | Статево-вікова структура населення |
| ---------------------------------- | ---------------------------------- | ---------------------------------- | ---------------------------------- | ---------------------------------- |
|                                    |                                    |                                    |                                    |                                    |
| Всього                             | Всього                             | 52,4%47,6%                         |                                    |                                    |
| 0 — 14 років                       | 0 — 14 років                       |                                    | 25,2%                              | 25,2%                              |
| 15 — 64 років                      | 15 — 64 років                      |                                    | 62,1%                              | 62,1%                              |
| 65 і більше                        | 65 і більше                        |                                    | 12,6%                              | 12,6%                              |
| 85 і більше                        | 85 і більше                        |                                    | 1%                                 | 1%                                 |
| Середній вік (років)               | Середній вік (років)               | 35,732,9                           | 34,4                               | 34,4                               |
| Медіана (років)                    | Медіана (років)                    | 32,030,2                           | 31,5                               | 31,5                               |
| — чоловіки — жінки                 |                                    |                                    |                                    |                                    |

| Походження мешканців:     | Походження мешканців:     | Походження мешканців: | Походження мешканців: | Походження мешканців: |
| ------------------------- | ------------------------- | --------------------- | --------------------- | --------------------- |
| Походження                |                           |                       | осіб                  | %                     |
| Корінні американці        | Корінні американці        |                       | 460                   | 88.46%                |
| Інше північноамериканське | Інше північноамериканське |                       | 30                    | 5.77%                 |
| Європейське               | Європейське               |                       | 95                    | 18.27%                |
| британське                | британське                |                       | 55                    | 10.58%                |
| французьке                | французьке                |                       | 40                    | 7.69%                 |
| українське                | українське                |                       | 10                    | 1.92%                 |
| Азійське                  | Азійське                  |                       | 15                    | 2.88%                 |

## Клімат
Середня річна температура становить -6,7°C, середня максимальна – 20,7°C, а середня мінімальна – -35°C. Середня річна кількість опадів – 293 мм.
| Клімат поселення                              | Клімат поселення | Клімат поселення | Клімат поселення | Клімат поселення | Клімат поселення | Клімат поселення | Клімат поселення | Клімат поселення | Клімат поселення | Клімат поселення | Клімат поселення | Клімат поселення | Клімат поселення |
| Показник                                      | Січ.             | Лют.             | Бер.             | Квіт.            | Трав.            | Черв.            | Лип.             | Серп.            | Вер.             | Жовт.            | Лист.            | Груд.            |                  |
| Середній максимум, °C                         | −22,58           | −20,36           | −14,36           | −1,26            | 10,92            | 20,73            | 20,63            | 17,29            | 9,90             | −1,58            | −15,78           | −22,98           |                  |
| Середня температура, °C                       | −28,79           | −26,6            | −20,6            | −7,5             | 4,70             | 14,51            | 16,63            | 13,30            | 5,90             | −5,58            | −19,77           | −26,97           |                  |
| Середній мінімум, °C                          | −35,02           | −32,82           | −26,81           | −13,7            | −1,53            | 8,28             | 12,64            | 9,31             | 1,93             | −9,55            | −23,75           | −30,95           |                  |
| Норма опадів, мм                              | 19               | 20               | 17               | 10               | 12               | 27               | 41               | 39               | 33               | 30               | 23               | 22               |                  |
| Середньомісячна швидкість вітру, м/с          | 1.60             | 1.80             | 2.40             | 2.70             | 3.00             | 3.10             | 2.90             | 2.80             | 2.77             | 2.30             | 1.80             | 1.52             |                  |
| Середньомісячна сонячна радіація, кДж/м²·день | 421              | 2230             | 7425             | 15313            | 19986            | 22161            | 19134            | 13483            | 7367             | 2706             | 707              | 139              |                  |
| --------------------------------------------- | ---------------- | ---------------- | ---------------- | ---------------- | ---------------- | ---------------- | ---------------- | ---------------- | ---------------- | ---------------- | ---------------- | ---------------- | ---------------- |
| Джерело:                                      |                  |                  |                  |                  |                  |                  |                  |                  |                  |                  |                  |                  |                  |